# Кярнагис, Александрас
Александрас Кярнагис (лит. Aleksandras Kernagis; 9 сентября 1911, Свирнай Каварской волости Вилькомирского уезда Ковенской губернии — 12 мая 1980, Каунас) — литовский актёр театра и режиссёр; заслуженный артист Литовской ССР (1954) ; отец барда и актёра Витаутаса Кярнагиса.

## Биография
Детство провёл в Кедайняй, куда переехали родители. В 1933 году в Каунасе окончил школу актёрского мастерства при Государственном театре; ученик Борисаса Даугуветиса. В 1933—1934 годах играл в Театре молодых (Jaunųjų teatras), затем в 1934—1940 годах был актёром Государственного театра.
Одновременно с актёрской работой в 1938—1940 годах заочно изучал право в каунасском Университете Витовта Великого, в 1940—1942 годах — в Вильнюсском университете.
С 1940 года и до своей смерти был актёром театра в Вильнюсе, менявшего названия: с 1940 года был Вильнюсским государственным театром, позднее действовавшим как Вильнюсский городской театра, в 1944—1947 годах работал под названием Вильнюсского государственного драматического театра, в 1947—1955 годах как Государственный драматический театр Литвы, а затем до 1998 года именовался Государственным академическим драматическим театром Литвы (ныне Литовский национальный театр драмы). В 1941—1943 годах Кярнагис был актёром, режиссёром, художественным руководителем вильнюсского театра «Вайдила».
Исполнял роли Андрюса и Брониса в пьесах Казиса Инчюры «Винцас Кудирка» (1934), «Родная земля» (1936), Трофимова в «Вишнёвом саде» Антона Чехова (1937, 1945), Синцова в пьесе Максима Горького «Враги» (1946) и в других пьесах литовских и зарубежных драматургов.
Был также постановщиком спектаклей. Важнейшие из них — «Слуга двух господ» Карло Гольдони, в котором сам же сыграл Труффальдино (1949), «Бесприданница» Александра Островского (1950), «Много шума из ничего» Уильяма Шекспира (1961). Играл также роли в кино и в телевизионных фильмах. Поставил ряд радиоспектаклей. Автор пьес „Pamilau dangaus žydrumą“, совместно с Юлюсом Бутенасом по поэзии Юлюса Янониса (поставлена в 1957 году; издана в 1958 году) и „Kad ir šimtą gyvenimų...“ (совместно с Юлюсом Бутенасом, 1967).
Умер в Каунасе, играя в гастрольном спектакле по пьесе Балиса Сруоги «В тени великана». Похоронен в Вильнюсе на Антокольском кладбище.